# Dernière danse
«Dernière danse» (en español: «El último baile») es una canción de la cantautora francesa Indila. Fue lanzada como el primer sencillo de su álbum debut, Mini World.

## Vídeo musical
El vídeo musical de «Dernière danse» se filmó en noviembre de 2013 y debutó un mes después, el 4 de diciembre. Se trata de un filme breve ubicado en París que narra la historia de una inmigrante joven que debe lidiar todos los días con el racismo. Sylvain Bressollette dirigió el clip.
El vídeo comienza con una breve vista panorámica de la ciudad. Tras unos instantes, la escena cambia para mostrar a Indila, quien acaba de ser echada de la casa donde trabajaba; luego se muestra a la chica en lo alto de una colina opuesta a la torre Eiffel, mirando una fotografía de su familia. Un hombre que camina por la acera choca con ella; ella clava su mirada en él en represalia. Posteriormente, mientras camina por las calles, comienza a llover y a soplar el viento; apoyada en una pared, ve cómo la observa detenidamente una mujer que sube a su coche con su marido. Momentos después, tras recordar cómo la gente la golpeaba y miraba con detenimiento, la protagonista se halla en medio de una calle, caminando en dirección contraria al resto de las personas y al viento, mientras este arrecia con más fuerza y ultimadamente la cubre completamente, provocando que caiga. El vídeo finaliza con Indila en la colina, sosteniendo todavía la foto en la mano, pero el viento se la lleva.
Desde la publicación del vídeo en YouTube, este cuenta con más de 1 000 000 000 de visitas.

## Posicionamiento en listas
El 1.º de marzo de 2014, «Dernière danse» ingresó en las listas de popularidad de Grecia, debutando en el puesto número 1 y permaneciendo allí por siete semanas.

### Listas semanales
| Lista (2014)                              | Mejor posición |
| ----------------------------------------- | -------------- |
| Alemania (Offizielle Deutsche Charts)     | 47             |
| Austria (Ö3 Austria Top 40)               | 72             |
| Bélgica (Flandes) (Ultratop 50)           | 5              |
| Bélgica (Valonia) (Ultratop 50)           | 2              |
| Bélgica (Digital Songs Billboard)         | 4              |
| Eslovaquia (Rádio Top 100)                | 14             |
| Eslovaquia (Singles Digitál Top 100)      | 76             |
| Francia (SNEP)                            | 2              |
| Grecia Digital Songs (Billboard)          | 1              |
| Hungría (Single Top 40)                   | 24             |
| Israel (Media Forest)                     | 1              |
| Líbano Top 20                             | 3              |
| Polonia (Polish Airplay Top 100)          | 3              |
| República Checa (Rádio Top 100)           | 24             |
| República Checa (Singles Digitál Top 100) | 53             |
| Suiza (Schweizer Hitparade)               | 15             |
| Turquía (Number 1 Top 40)                 | 1              |

### Listas anuales
| Lista (2014)                  | Posición |
| ----------------------------- | -------- |
| Bélgica (Ultratop Wallonia)   | 3        |
| Polonia (Przebój roku RMF FM) | 1        |